# Mostviertel
Mostviertel er et regionalt område i den østrigske delstat Niederösterreich. Mod nord afgrænses området af Donau mod Waldviertel og Weinviertel, mod syd til delstaterne Oberösterreich og Steiermark og mod øst til Industrieviertel med Wienerwald. 

## Geografi
Niederösterreich er inddelt i fire regioner, og udover Mostviertel er det Industrieviertel, Weinviertel og Waldviertel. Inddelingen har ingen administrativ eller politisk betydning.
Mostviertel har et samlet areal på omkring 5.500 m².

### Distrikter
Mostviertel består af følgende distrikter:
- Amstetten
- Waidhofen an der Ybbs
- Scheibbs
- Melk syd for Donau
- Lilienfeld
- Tulln syd for Donau
- St. Pölten (Statutarby)
- St. Pölten-Land

## Erhverv
Navnet Mostviertel kommer af den most af æbler og pærer, der produceres i righoldige mængder i området, idet området mellem floderne Ybbs og Enns giver frugtavlen gode vilkår. Området er derfor også præget af landbrug med megen frugtavl, men der er også en større andel af jern- og stålforarbejdende industri, hvilket historisk skyldes tilførslen af jern fra Erzberg i delstaten Steiermark, der i dag er erstattet af halvfabrikata fra de store stålfabrikker i Linz. Hertil kommer træforarbejdende industri og en række papirfabrikker.
48°00′N 15°20′Ø / 48°N 15.33°Ø